# Puente de l'Assut de l'Or
El puente Assut de l'Or de Valencia (España), también conocido por su apodo de el jamonero, de la vela o puente del arpa, es un puente atirantado que cruza el Jardín del Turia. Está diseñado por el arquitecto e ingeniero civil valenciano Santiago Calatrava. El puente se terminó completamente en diciembre de 2008. Se encuentra en el complejo de la Ciudad de las Artes y las Ciencias, entre el Museo de las Ciencias Príncipe Felipe y el Ágora (también de Santiago Calatrava), y une la ronda sur con la calle Menorca.
El tablero del puente, de 180 m de longitud por 34 m de anchura, cubre un vano de 155 metros. Está compuesto por un núcleo y costillas a ambos lados de este. En total son necesarias 72 costillas, de 21 toneladas de peso cada una.
El puente se mantiene en pie gracias a 29 cables que salen de la parte delantera del mástil y otros cuatro más de retenida.
El mástil del puente, de 125 m de altura, es el punto más alto de la ciudad (127 m incluyendo el pararrayos que hay en su extremo superior).
Se espera que absorba un tráfico de 70 000 vehículos diarios.

## Presupuesto
Fue adjudicado en 2004 por un total 23,2 millones de euros. En el verano de 2008 se supo que la inversión ya alcanzaba los 34 millones de euros, 11 millones más de lo presupuestado en un principio. Finalmente, la Sindicatura de Comptes (entidad auditora del Gobierno de Valencia) estableció que el gasto había ascendido a 59,9 millones de euros, una cifra superior en más de dos veces y media a lo presupuestado.

## Historia
El puente se empezó a construir en el año 2004 hasta verano de 2005, cuando se paran totalmente las obras. A finales de 2007 siguen con su construcción hasta su finalización en 2008.
El puente fue abierto provisionalmente el 20 de agosto de 2008 con motivo de la celebración del Gran Premio de Europa de Fórmula 1 con la intención de agilizar el tráfico de la zona.
Al finalizar el evento se vuelve a cerrar el puente para continuar con su construcción y reparar unos problemas surgidos en uno de los cables de retenida que retrasaron la apertura unos meses más. Finalmente se finaliza la obra, inaugurando el 11 de diciembre de 2008.

## Origen del nombre
Antes de que se le aplicara el nombre actual y definitivo, a este puente se le llamó de diversas formas. En la página web de Calatrava y en los paneles informativos en la obra, se le llama Puente de Serrería, en referencia a la ronda que se formará al unir ambas orillas del Jardín del Turia. Su nombre definitivo, Assut de l'Or, fue acordado el 29 de julio de 2005 por el Ayuntamiento de Valencia, y su origen proviene del nombre de un antiguo azud que se conserva en las cercanías de la obra. Cabe destacar que el impulsor de esta denominación fue un vecino.

## Inauguración
Tras años de construcción el puente fue inaugurado por las autoridades valencianas el 11 de diciembre de 2008, concluyendo así una de las obras más importantes no solo a nivel autonómico sino a nivel nacional. Cabe destacar que el puente, con 180 m de longitud y 125 de altura, es el segundo puente más largo y más alto de España en este tipo de infraestructuras por detrás del puente del Alamillo de Sevilla, también diseñado por Santiago Calatrava. Sin embargo, y al igual que ha sucedido con otras obras de este arquitecto, el puente ha sido objeto de polémica, en particular por su supuesta inestabilidad y por la necesidad de la colocación de semáforos en uno de los sentidos para retener el tráfico y evitar accidentes, ya que el cambio de rasante del puente impide una buena visibilidad.

## Galería de imágenes

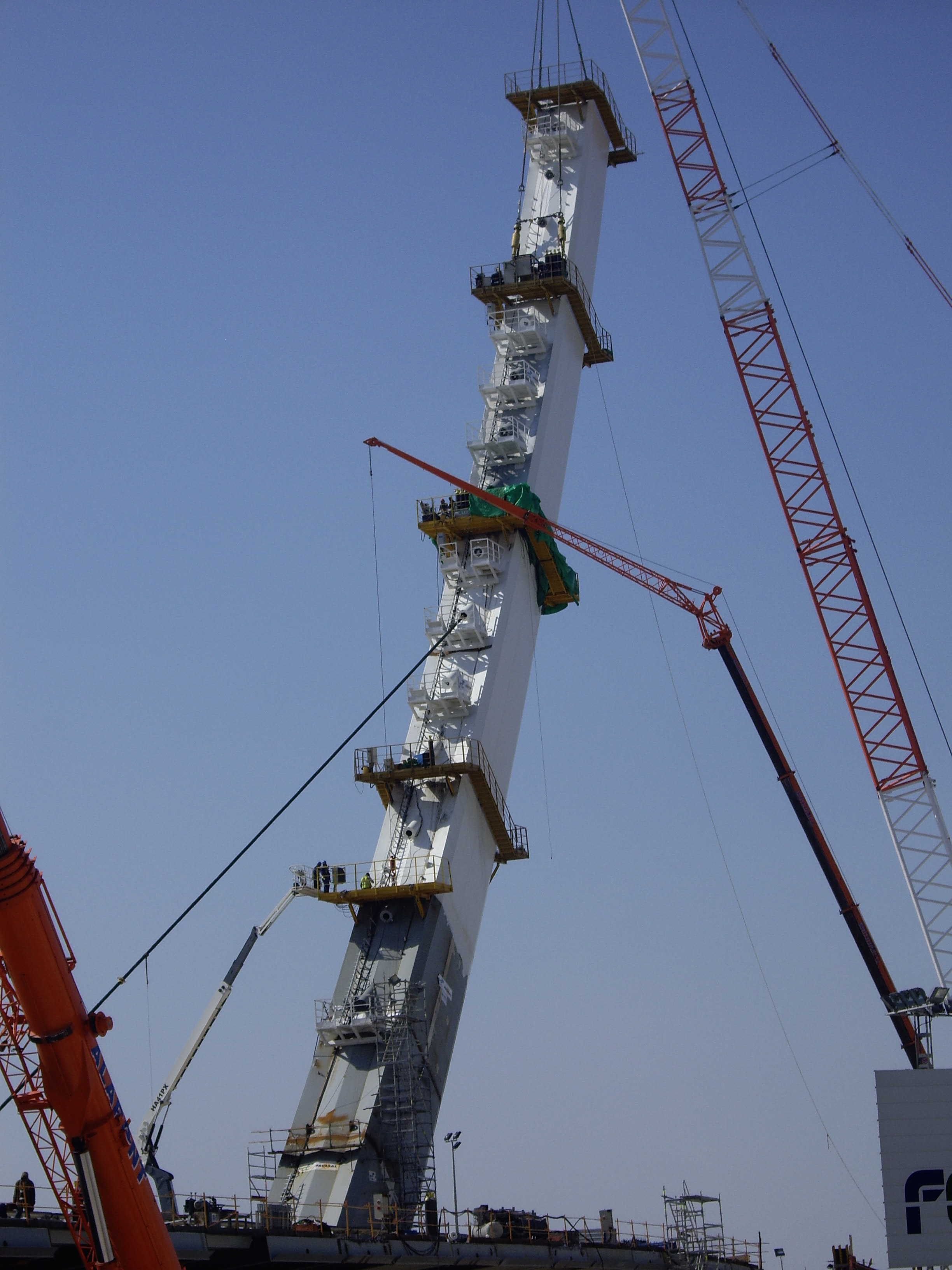
El puente durante su construcción.
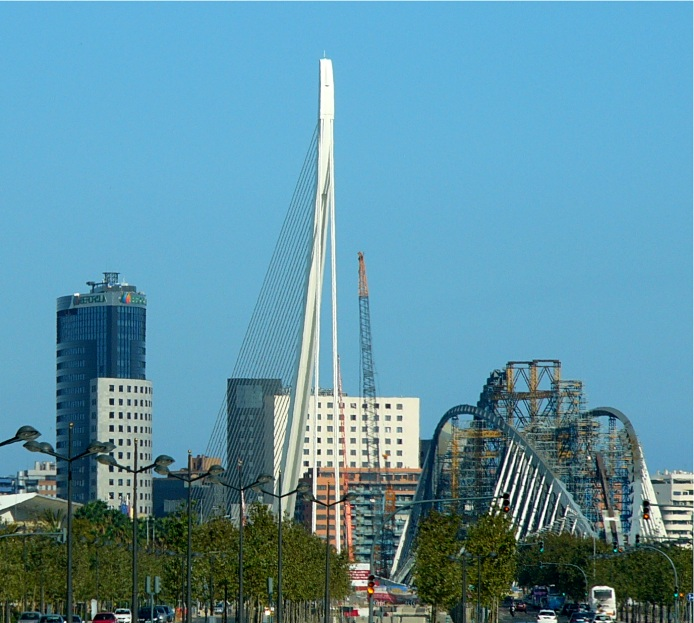
Vista del puente con el Ágora en construcción.
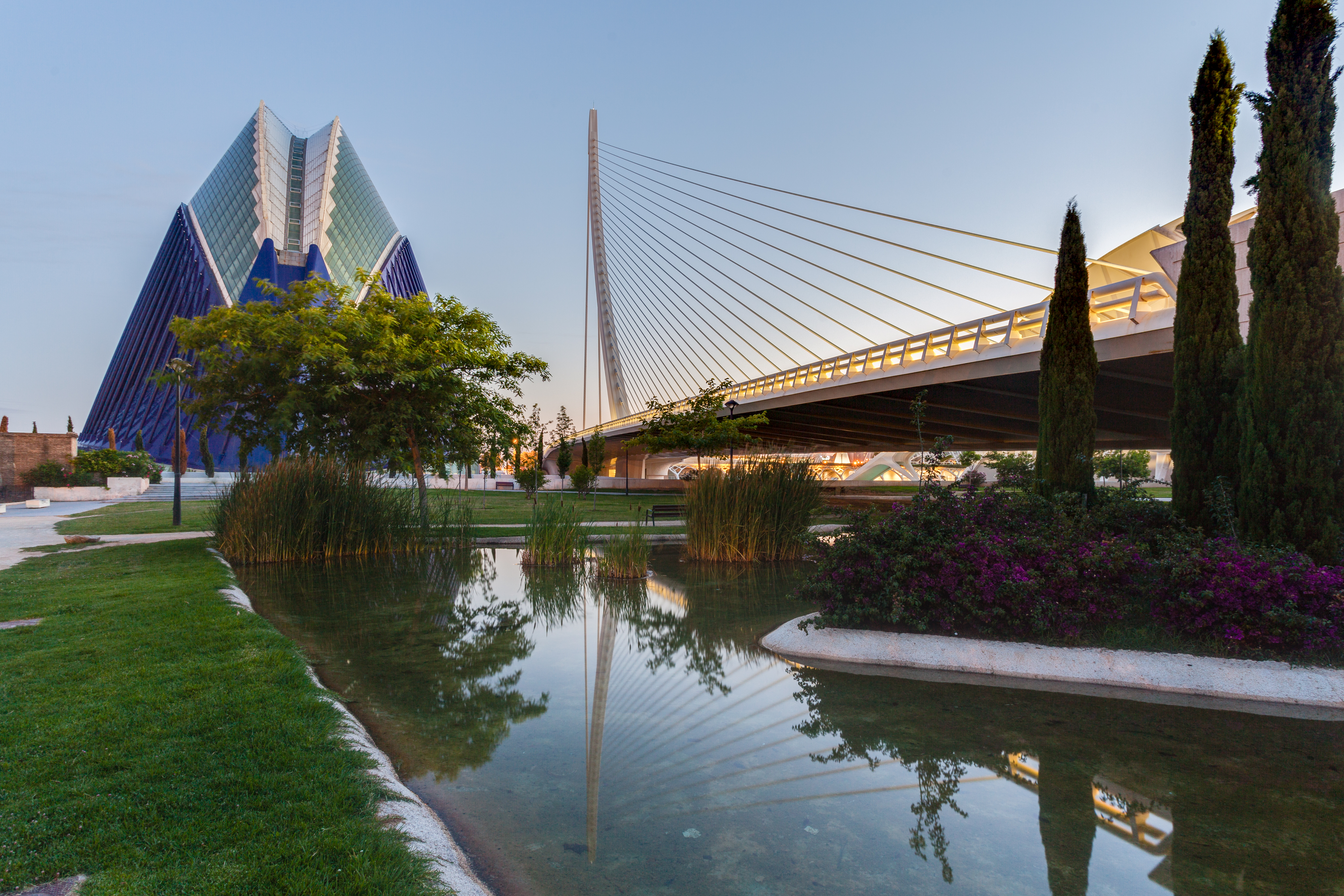
Vista del puente y del Ágora.